# Bokermannohyla juiju
Bokermannohyla juiju es una especie de anfibio anuro de la familia Hylidae.

## Distribución geográfica
Esta especie es endémica del estado de Bahía en Brasil. Se encuentra a unos 1300 m sobre el nivel del mar en el Parque Nacional Chapada Diamantina en Palmeiras.

## Descripción
El espécimen macho adulto observado en la descripción original mide 54 mm de longitud estándar.

## Etimología
El nombre específico juiju proviene del tupi jui, la rana, y ju, la columna vertebral, en referencia a las espinas prepollatorias y humerales de esta especie.

## Publicación original
- Faivovich, Lugli, Lourenço & Haddad, 2009: A New Species of the Bokermannohyla martinsi Group from Central Bahia, Brazil with Comments on Bokermannohyla (Anura: Hylidae). Herpetologica, vol. 65, n.º 3, p. 303-310[2]